# A Christmas Carol (film, 1977)
A Christmas Carol är en brittisk TV-film från 1977 i regi av Moira Armstrong, baserad på Charles Dickens kortroman En julsaga från 1843.

## Rollista i urval
- Michael Hordern - Scrooge
- John Le Mesurier - Marleys ande
- Bernard Lee - Nuvarande Julens Ande
- Patricia Quinn - Förgångna Julars Ande
- Paul Copley - Fred
- Clive Merrison - Bob Cratchit
- Carol MacReady - Mrs. Cratchit
- Maev Alexander - Freds hustru
- Zoë Wanamaker - Belle
- Stephen Churchett - John
- Will Stampe - Fezziwig

## DVD
Filmen finns utgiven på DVD.